# Michael A. Schneider
Michael A. Schneider é um membro democrata do Senado do Nevada, representando o condado Clark distrito 11 desde 1996 a 2012. Anteriormente fora membro da Assembleia do Nevada (1993 até 1995).